# 임사 체험
임사 체험(臨死體驗, 영어: near-death experience, NDE)는 죽음에 가까워진 상태를 느끼는 체험이다.

## 개요
지금까지의 조사를 개관하면, 심장정지 상태에서 소생한 사람의 4~18%가 임사 체험을 했다고 진술한다. 현재는 의학기술을 통해 정지한 심장의 박동이나 호흡을 재개시시키는 것도 가능하게 되었기 때문에, 죽음의 후치에서 생환하는 사람의 수는 과거에 비해 증가했다.
임사 체험에는 몇 개의 패턴이 있다. 빛 체험, 인생회고, 지각의 확대 등이 빈번히 보고된다. 임사 체험자는 그것을 종교적인 것이라고는 느끼지 않고, 정신적인 것이라고 느끼며 체험 후에는 기성의 특정 종교의 입장을 떠나 보다 보편적인 종교심의 탐구로 향하는 경향이 있다. 임사 체험자는 그 체험 후, 전체적으로 건강상태가 향상되는 경향이 있으며, 일부는 치유력 등을 얻었다고 보고한다. 또, 매일의 《당연한 것》을 평가하게 되고, 배려가 늘어나며, 물질주의에서 멀어져 정신적인 것을 지향하게 되는 등의 변화가 나타나는 경향이 있다

## 명칭
영어 명칭은 'Near Death Experience'이며, 약칭은 NDE이다. 번역어는 몇 개인가 존재하며, '니어 데스 체험' '근사사체험' '임사 체험' 등이다. NHK가 1991년 3월 17일에 NHK 스페셜에서 "타치바나 타카시 리포트 임사 체험~사람은 죽을 때 무엇을 보는 것인가〜"라는 프로그램을 방송한 것과 타치바나 타카시의 저작 "임사 체험"(1994)이 출판되면서, '임사 체험'이라는 번역어가 퍼졌다고도 한다. 덧붙여 코우지엔에서는 '임사'란 '죽음의 갈림길'이라고 한다. 의료현장에서는 말기암 환자 등, 종말기에 치료불능환자를 '임사환자'라고 표현하는 일이 있다.

## 연구사
임사 체험의 연구는 유럽의 지질학자인 알베르트 하임이 등산 시의 사고로 자신이 임사 체험한 계기로 시작해서 1892년에 발표 및 착수했다. 그 후, 미국심령연구협회(ASPR)의 제임스 히스롭가 1918년에, 이탈리아의 의사 봇트노(it:Ernesto Bozzano)가 1923년에, 영국의 물리학자인 윌리엄 플레처 바렛트가 1926년에, 각각 무관하게 연구를 발표했지만, 그 뒤로 1970년대까지 (극히 얼마 안 되는 예외를 제외하고) 연구가 끊어졌다.
1975년에 의사인 엘리자베스 큐브라-로스와 의사및 심리학자인 레이몬드 무디가 연달아 저서를 출판하면서 다시 주목 받게 되었다.
큐브라-로스의 저서는 '죽는 순간'(1975년)으로, 약 200명의 임사 환자에게 직접 경험을 듣고, 집계한 것이다. 사례에 관한 통계나 과학적 접근이 시작되었다.
1982년에는 역시 의사인 마이클 세이봄도 조사결과를 출판했다.
1977년에는 존 오뎁트를 회장으로 한 임사현상연구회가 발족했으며, 이것은 후에 국제임사체험연구회(IANDS)로 발전하여 국제회의가 열리게 된다.
1982년에 행해진 갤럽 조사에서는 당시의 미국의 임사 체험자의 총 수는 수 백만 명에 이르렀다고 추측된다.

## 임사 체험의 유형과 경험자의 변화

### 임사 체험의 유형
임사 체험에는 개인차가 있다. 단지, 거기에 일정한 패턴이 있는 것은 부정할 수 없다.
1. 죽음의 선고가 들린다
2. 심장의 정지를 의사가 선고했던 것이 들린다. 이 단계에서는 이미, 병실을 정확하게 묘사할 수 있는 등 의식이 깨어나는 경우가 많다.
3. 마음의 평온함과 고요함
4. 표현할 수 없는 마음의 안도감이 든다
5. 귀에 거슬리는 소리
6. 윙윙 거리는 소리가 난다
7. 어두운 터널
8. 터널과 같은 통 모양 안을 통과한다
9. 물리적육체를 떠난다
10. 유체이탈을 한다
11. 다른 사람과의 만남
12. 죽은 친족이나 그 외의 인물을 만난다
13. 빛의 생명
14. 빛의 생명을 만난다. 신이나 자연광 등
15. 성찰
16. 자신의 과거의 인생이 주마등과 같이 보인다. 인생회고(라이프 리뷰)의 체험.
17. 경계 혹은 한계
18. 사후의 세계와의 경계선을 본다
19. 소생
20. 소생한다

비교적 문화권의 영향이 적다고 생각할 수 있는 아이의 임사 체험에서는 '유체이탈', '터널', '빛'의 세 가지 요소를 볼 수 있으며 어른보다 간단하다고 보고한 연구도 있다.
이하에서 임사 체험의 각 요소를 상술한다. 요소의 분류는 레이몬드 무디, 마이클 세이봄, 케네스 링, 브루스 그레이슨, 피터 펜위크, 샘 파니아, 핌 밴 롬멜 등의 연구로 볼 수 있는 분류를 따르기로 한다.

### 유체이탈 체험
임사 체험 중에는 유체이탈 현상이 일어나는 것으로 알려져 있다. 수술 중의 전신 마취 시나 심박 정지 시에 체험자는 깨어보니 천장에 떠올라 침대에 눕혀져 있는 신체를 내려다 보거나 수술의 옆에서 수술 중의 모습을 객관적으로 바라보고 있는 자신을 깨닫는다. 그러한 체험은 현실 세계 이상의 강렬한 현실감을 수반하기 때문에, 환상이 아니라는 사람도 많다. 이러한 체외 이탈 중에는 환각적인 체험이 일어나기도 하지만, 현실 세계에서 일어난 사건을 체험자가 후에 정확하게 묘사할 수 있는 사례도 드물지 않다.
마이클 세이봄의 연구에서는 임사 체험자들이 체외 이탈중에 관찰한 치료실의 소생 장면을 묘사한 결과, 전문의의 진료기록 카드의 기술과 일치해 연구자인 세이봄 자신을 놀래키고 있다. 그가 조사한 임사 체험자는 치료자가 실시한 시술의 자세한 내용이나, 미터 계기의 바늘의 수치, 도구의 색이나 형태, 물리적 시야에 들어가지 않았던 물품까지도 묘사했다. 그 묘사는 임사 체험자마다 개별적으로, 전문의인 세이봄이 봐도 실수가 없는 것이었다.
킴벌리 클럭에 의한 연구에도 같은 예가 있다. 심장 마비로 인해 병원의 2층에 옮겨진 마리아는 체외 이탈을 일으켜 병원으로 빠져 나간 후, 병원의 3층의 창 밖에 있는 테니스 슈즈를 확인하고 의식 회복 후에 킴벌리에게 보고했다. 킴벌리가 확인을 위해 3층에 올랐는데, 마리아의 묘사는 슈즈의 색이나 형태·섬세한 상태에 이르기까지 정확하다는 것이 판명되었다. 이 '마리아와 테니스 슈즈의 예'는 유명한 체험의 예가 되었다(후에 타치바나 타카시가 테니스 슈즈는 마리아가 있는 병실 등에서는 전혀 안 보였던 것을 확인했다)
체외 이탈 중에는 지각의 확대가 일어나는 경우도 많으며 '생전에 손발을 절단된 사람이 체험 중에는 사지를 되찾았다'는 등의 현상도 보고된다.
제프리 롱의 연구에 의하면, 임사 체험자 중 75% 이상의 사람들이 체외 이탈 현상을 경험했다. 또 체외 이탈 중에는 '하늘의 세계에 들어간' 후에 '어떠한 경계선을 느껴 되돌아 갔다'는 증언도 많다. 임사 체험자 중 30%의 사람들이 '체험 중에 그 이상 안 되는 어떠한 경계에 이르렀다'고 증언했다.

### 빛 체험
임사 체험 중에는 우선 어두운 터널 안에 떠올라 있는 자신을 깨닫고, 그 다음에 빛을 보는 체험을 하는 것이 많다. 이 '빛'은 죽은 육친의 모습이나 종교적 인물의 형태로 나타나기도 한다.
체험자의 상당수는 이 빛에 감싸여 보호된다고 하는 감각을 느낀다. 이 '빛'은 연인이나 가족에서 느끼는 것과는 비교가 되지 않을 만큼의 애정을 받고 있는 것처럼 느껴지기 때문에 만남 후에 정신적으로 성취하는 체험자가 많다. 어떤 체험자는 '자신의 모든 것을 알게 되었고, 이해되었으며, 용서하게 되었으며, 완전하게 사랑에 빠졌다'는 감상을 말한다.
일본인 임사 체험자에서도 '빛 체험'은 많이 보고되지만, 그것은 어디까지나 자연적인 빛이며, 미국의 임사 체험자와 비교해서 '사랑'이나 '신'으로서 그것을 인식하는 사람은 소수라는 데이터가 있다. 미국인은 빛의 존재를 기독교적 인격이라고 보는데 대해, 인도인은 힌두교적 인격으로서 본다는 경향도 있다. '빛' 체험 자체에는 문화를 넘은 공통점이 있지만, 그 해석에 대해서는 문화적인 영향에 좌우된다고 추측할 수도 있다.
미국의 시애틀 연구에서는 150명의 임사 체험자에게 면접 조사를 실시한 결과 '임사 체험에서 큰 변화를 이룬 것은 빛을 체험한 사람들'이며 '빛의 경험이 풍부하면 풍부할수록, 변화의 정도도 심하다'는 결과가 나왔다. 또 아이의 임사 체험자 중 88%가 빛의 체험을 했다고 보고했다.

### 인생회고(라이프 리뷰) 체험
라이프 리뷰에서는 한 때의 자신의 인생의 모든 순간이 강한 감정을 수반되며 재체험된다. 일상에서는 잊고 있던 과거의 전체 경험이 파노라마가 되어, 순간에 눈앞에 재현된다. 일반적으로 말하는 '파노라마 체험'이다. 무디, 링, 그레이 손 등의 조사에서는 임사 체험자의 약 25~30%가 라이프 리뷰를 경험했다. 특히 사고나 익사에 의한 임사 체험에서는 라이프 리뷰가 자주 보고된다.
드문 사례로서 체험자인 자신의 시점만이 아니고, 일찍이 자신이 영향을 준 다른 사람의 시점에서 사건을 재체험했다고 말하는 사람도 있다. 과거에 자신이 타인에게 상처를 입혔다면, 상처 입은 다른 사람의 시점에서 그 체험을 경험한다. 기쁨을 줬다 그것도 재체험된다. 이러한 체험을 통해, 소생 후에는 다른 사람에 대한 배려나 자기에 대한 책임감이 비약적으로 강해진다. 한 때의 타인이 당시 어떤 심경으로 있었는지도 모두 알기 위해, 비록 타인에게 심한 처사를 받은 과거여도, 그것을 허락하는 기분이 적극적으로 싹튼다고 한다.
레이몬드 무디에 의하면, 이 회고 체험에는 '빛의 존재'가 나타나는 경우와 나타나지 않는 경우가 있으며, 전자가 체험이 강렬하게 된다. 빛의 존재는 일절 비판도 칭찬도 하지 않고 회고 체험을 계속 지켜보며, 임사 체험자가 생전의 자신의 행동의 시비를 빛의 존재에게 물으면, 그 행동의 동기가 애정에 의한 것이었는지 어떤지, 반대로 질문 받는다고 한다. 신에 의한 중재나 심판이 없다는, 임사 체험의 이 측면은 각 종교 단체의 사이에 격렬한 논의의 대상이 되어 왔다.
임사에 의한 인생 회고 체험을 기술한다고 여겨지는 역사적인 문헌에 대해서는 파탄자리의 2000년 전의 요가 문헌, "티베트 사자의 서", "이집트 사자의 서", 플라톤의 "엘의 피안 세계의 여행의 이야기 등"을 들 수 있다.

### 미래예지(플래시 포워드)
임사 체험 중에 본 사건이 장래에 그대로 실현된다는 '미래 예지'의 현상이 보고된 적이 있다. 이 현상 자체는 제 3자에 의한 확인은 곤란하며, 회의적으로 보면 데자뷰일 가능성도 있다.
유일하게 제 3자에게 확인된 것에는 연구자 레이몬드 무디에 관련된 예가 있다. 임사 체험의 존재를 세상에 알리게 한 무디가 최초의 저작을 발표하기 전에, 어느 여성이 무디의 거처를 방문해 임사 체험을 고백했다. 당시 무디의 이름은 완전히 무명인 채에서 만났지만, 체험 중에 나타난 인물이 체험에 대해 무디에게 말하도록 지시했다고 한다. 후에 연구자의 케네스 링이 이 여성과 무디의 아내와 인터뷰를 하여, 사실이라고 확인했다.

### 임사 체험 후에 일어나는 변화
케네스 링이나 셰리 서덜랜드의 연구에 의하면, 일부의 임사 체험자는 체험 후에 '타인에 대한 동정심이 깊어져, 타인을 돕고 싶다는 소망이 강해졌다'고 회답한다. 케네스 링의 조사에서는 '타인에 대한 동정심이나 관용심이 강해졌다'고 말하는 체험자의 증가를 볼 수 있었으며, 서덜랜드의 연구에서는 '타인을 있는 그대로 용서하게 되었다'고 대답한 체험자를 대부분 볼 수 있었다. 체험 전은 난폭하고 폭력적인 인물이 임사 체험 후는 다른 사람에게 다하는 헌신적인 인격으로 바뀐다는 예도 있다.
케네스 링은 임사 체험자에게 일어나는 변화를 다음과 같이 정리했으며, 레이몬드 무디도 거의 같은 보고를 했다.
1. 인생에 대한 평가
2. 아무렇지도 않은 회화, 행동, 자연 등, 나날의 생활에 있는 《당연한 것》을 평가하게 된다.
3. 자기수용
4. 다른 사람에서의 평가를 신경쓰지 않고, 있는 그대로의 자신을 인정받게 된다.
5. 다른 사람에 대한 염려
6. 다른 사람에 대한 배려가 증대한다.
7. 생명에 대한 존경의 생각
8. 특히 환경문제나 생태계에 대한 관심이 강해진다.
9. 반경쟁주의
10. 사회적인 성공을 위한 경쟁에 대한 관심이 약해진다.
11. 반물질주의에서 정신성으로의 이행
12. 물질적인 보수에 대한 흥미는 희미해지고 임사 체험으로 일어난 정신적 변용에 관심이 이행한다.
13. 지식욕구
14. 정신적인 지식에 대한 강렬한 갈증을 기억하게 된다.
15. 목적의식
16. 인생은 의미로 가득 차 있어 모든 인생에는 신성한 목적이 있다는 의식이 자란다.
17. 죽음의 공포의 극복
18. 죽음에 대한 공포는 완전하게 극복된다. 죽음의 과정 자체에 대한 공포는 남는 경향도 있다.
19. 사후의 세계의 확신이나환생의 존재에 대한 긍정적인 신뢰가 자란다.
20. 자살의 부정
21. 빛에 대한 신뢰
22. 자기초월
23. 작은 자기라는 껍질을 찢고, 우주 전체로 열려 가는 마음의 성장을 바란다.
24. 초능력자현상
25. 힐링·예지·텔레파시·투시 등의 체험이 많이 일어나는 것이 확인된다.

미국에 사는 어떤 임사체험자는 스스로의 변용에 대해 이렇게 정리했다. '임사 체험이 일어나기 전, 나의 우선순위는 엉망이었다. 그 순위가 완전하게 뒤집혔다. 맨 위였던 것이 맨 밑이 되었다. 인생을 하루 하루 소중히 사는 것을 알았다.'

### 사망자의 환시
레이몬드 무디가 '빛의 인물(피겨)'이라고 이름 붙인 환시현상에 대해서는 임사 체험으로 소생한 사람 뿐만 아니라, 임종을 맞이한 사람에게 일정한 비율로 일어난다고 결론 낸 연구도 있다.
칼리스 오시스와 엘렌두르 헤럴드슨 등이 1959년에 미국에서 실시한 조사에 의하면, 환자 35,540명 가운데, 1,318명이 죽음의 직전에 어떠한 인물의 환자를 보았다. 후에 미국과 인도에서 실시된 2차 조사에서는 1,708개의 예 중 591개의 예가 같은 환자를 보았다. 나타난 인물은 이미 죽어 있는 사람(사망자), 아직 살아 있는 사람(생존자), 신화적·역사적 종교 인물의 3개의 패턴이 있었다.
이러한 '환시'체험에는 다음과 같은 특징이 있는 것이 판명되었다. 임종이 다가오는 사람의 대부분(3분의 2)은 생존자는 아니고 사망자·종교자의 모습을 본다(이것은 정상인이 보는 환각과는 정반대이다). 구체적으로는 죽은 친족이나 친구, 예수나 얌라즈 등이 나타나는 경향이 있다. 이러한 인물의 목적은 분명하게 환자를 다른 존재계로 이행시키는 것과 같이 보이며 그러한 '맞이'의 모습을 보는 환자에게는 평온함이나 환희, 종교적 감정 등이 일어난다. 사망자가 방문할 때에, 그 세상의 광경을 보는 사람도 일정 수 있다. 또 극히 드물지만, 그러한 환자가 제 3자에게 목격된 예도 있었다.
환시의 내용과 사망시간에는 관련성이 있는 것이 판명되어 있다. 환시를 본 미국과 인도의 말기 환자 471명 가운데, 62%의 사람이 환시를 본 24시간 이내에 사망했다. 선명한 환시를 본 직후에 사망하는 사람이 특히 많아, 반대로 두서가 없는 환각을 본 것(정도)만큼 사망할 때까지의 시간이 길었다.
환각성질환이나 약물의 영향, 뇌의 기능 이상이라는 의학적 요인과 환시와의 관련성은 볼 수 없었다. 또 임종 시의 환상은 자신이 죽는다고 생각하지 않다(의학적으로도 그렇게 진단되고 있었다)가 실은 죽음의 직전에 있었다는 환자에게도 일어나는 것이 알려져 있다.
2007년에 일본의 미야기현에서 행해진 조사에서는 회답자 366명 가운데, 약 40%의 사람이 '타인에게는 안보여야 할 사람의 존재나 풍경'을 임종 시의 사람이 보고 있었다고 보고했다. 가장 많았던 것은 '벌써 죽은 가족이나 알던 사람'을 본 케이스이며, 이것이 임종 시의 비전의 반을 차지하고 있었다.

### 아시아인의 임사 체험
임사 체험 연구의 상당수는 미국에서 이루어지고 있다. 후에 영국이나 오스트레일리아에서 조사를 했지만 조사 결과는 미국의 임사 체험과 거의 같은 내용을 나타내고 있었다. 현재로서는 비기독교권인 아시아에서는 본격적인 조사는 대부분 이뤄지지 않았다.
일본에서는 타치바나 타카시가 243건의 임사 체험례를 수집해 분석했다(통계학적인 방법을 따른 것은 아니다). 그것에 따르면, 유체이탈이나 터널 체험 등, 어느 정도는 구미의 임사 체험과 같은 내용이었다. 다만 일본인의 경우는 삼도천이나 고산 식물이 만발한 곳을 만나는 확률이 높고, 빛 체험을 만나는 확률은 비교적 낮다는 결과가 나왔다. 또 옛 일본인의 임사 체험에는 염라대왕이 자주 등장했지만, 현재는 대부분 볼 수 없다.
버지니아 대학에서 환생을 연구한 이언 스티븐슨의 그룹은 인도인의 임사 체험을 45건 수집했다. 그것에 따르면 '얌라즈'라고 불리는 힌두교의 신이 나타나는 체험이 대부분을 차지했다. 카리스 오시스 등에 의한 인도에서의 조사에서도 같은 현상을 볼 수 있었다.
이러한 문화에 의한 체험의 차이에 대해서는 길게 논의의 초점이 되어 왔다. 지역에 의해 임사 체험의 내용에 차이를 볼 수 있다는 점에서 종교에 의한 뇌내 이미지에 의한 것이라는 해석도 있다. 다만, 종교적인 임사 체험자를 한 사람이 후에 기성의 종교를 버리는 경향이 있는 일, 기독교 문화권에서 신의 심판, 지옥 등의 이미지가 대부분 나타나지 않는 것 등은 설명이 어렵다. 문화·종교적으로는 이 세상과 그 세상의 중개를 해야 할 목사나 바라문, 라비 등이 빈번히 나타나도 이상하지 않지만, 그러한 예는 거의 없다. 일본 문화에서는 모두 쇠퇴했음이 분명한 '염라대왕'과 '삼도천'의 이미지가 후자에만 나타나는 것은 왜 그런 것인가 하는 수수께끼가 남는다.
문화적 영향이 적은 아이를 대상으로 한 연구에서, '유체이탈', '터널', '빛'의 3개의 요소만이 보편적인 '코어 체험'으로, 나머지는 문화적인 조건부를 받은 체험이라고 생각하는 연구자도 있다. 수잔 블랙모어는 인도에서 12예의 임사 체험을 수집했지만, 중 8개의 예가 서구의 것과 같았다고 말한다.

### 부정적인 임사 체험
죽어 가는 사람 중에는 극히 몇 안 되는 비율로, 부정적인 임사 체험이 일어나는 경우가 있다. 그러한 체험에서는 유체이탈에 의해 지옥과 같은 세계로 향해 스스로가 발한 매우 부정적인 감정을 느낀다는 예도 있다. 그러한 부정적인 현상은 체험자의 '사인'이 자살인 것이 원인이기도 하다. 케네스 링의 조사에 의하면, 자살에 의한 임사 체험에서는 '빛의 존재와 만난다', '빛의 세계에 들어간다' 등의 현상은 대부분 보이지 않는다.
일반적으로 임사 체험은 적극적인 이미지도 강하기 때문에, 부정적인 체험을 한 사람은 타인에게 체험을 털어 놓는 것을 곤란해 하는 경향이 있다. 그러한 체험자 중에는 부정적인 임사 체험 자체를 어떠한 수업이라고 파악해 적극적으로 해석하는 사람도 있다. 어느 체험자는 자신 본위의 인간 밖에 없는 지옥의 세계에 가는 것으로, '인간은 타인을 돕는 것밖에 행복해질 수 없다'는 것을 깨달았다고 한다. 컬 벡카는 이러한 임사 체험의 예가 자살미수자에 대한 상담에 유효했다고 말한다. 또 자살로 임사 체험을 한 사람은 체험이 없었던 사람에 비해, 다시 자살을 시도하는 비율이 극단적으로 감소하는 것이 알려져 있다.

### 임사공유체험
임사 체험은 죽어 가는 사람의 주위에 있는 인간과 공유되기도 한다. 죽음의 시기에 있는 환자에게 한 명 시중들고 있는 사람에게 일어나기도 하며, 여러 사람에게 공유되기도 하고, 원격지에 있는 사람과 체험을 서로 나누기도 한다. 이 현상은 연구자인 레이몬드 무디에 의해, 1980년대부터 사례가 수집하기 시작할 수 있는 '사공유 체험'이라고 이름이 붙여졌다. 같은 영국의 왕립 정신과 의사과대학의 피터 펜위크의 임상 예에는 4가지 예의 임사공유 체험이 포함되어 있다.
임사공유 체험에 대해 '빛 체험'이나 '체외 이탈 체험', '인생 회고 체험' 등 임사 체험과 거의 같은 현상이 일어난다고 여겨진다. 이 중 '인생 회고 체험'에 대해서는 죽어 가는 사람과 주위의 사람이 서로의 인생 회고를 모두 체험한다. 무디에 의하면 통상에서는 파악하지 않는 상대의 개인적인 정보를 알아, 후에 그 정보의 정확함이 실증된 예도 있다. 또, 이 세상의 것이라고는 생각되지 않는 음악을 주위의 사람과 함께 듣는다고 하는 '음악 체험'이나, 자신이 있던 방의 공간이 팽창하는 등의 '공간 변용 체험'에 대한 증언이 많다.
 역사적으로는 7세기에 가세하지만 임사 체험의 수집서인 '정토론'을 편집했다. 거기에 수록된 20가지의 예 중 한 가지 예는 임사공유 체험이며, 임종자의 측에 있던 모든 사람이 불의 모습을 보았다고 기록된다. 1889년에는 헨리-시지위크가 이끄는 SPR의 팀이 17000명을 대상으로 앙케이트를 취한 결과, 163명이 '이미 사망해 있는 인물'의 출현을 보았던 적이 있다고 회답했다. 쳐 대부분의 케이스에서는 본인이 사망하고 나서 1시간 이내에 목격되고 있었다. 후에 월터 프랭클린 프린스는 같은 케이스를 107가지 수집했다. 20세기 초에는 더블린 왕립 과학 대학의 물리학 교수 윌리엄 바렛트가 저서 "임종의 마루의 체험"에서 복수의 임사공유 체험의 예를 소개하였다.

## 임사 체험에 관한 해석이나 가설

### 사전적인 설명
코우지엔 등의 사전에서는 '죽음의 갈림길로의 체험. 죽어서 직면하고, 그 세상과 이 세상과의 경계를 헤매는 체험'이라고 설명한다. 

### 과학적인 가설·해석

#### 뇌내현상설
대표적인 과학적 가설로서 '뇌에 생리학적·화학적인 변화가 일어나고, 이것이 유발하는 환각이 임사 체험이 된다'는 '뇌내현상설'이 있다. 이 설에 대해서, 임사 체험의 전체를 설명하는 데까지는 도달하지 못한다는 비판도 있다.
임사 체험에서는 주관적으로 환각적인 비전도 나타난다. 또 구미나 아시아에서는 그 체험 내용에 차이도 볼 수 있기 때문에, 그것들은 객관적인 체험이라고는 부르지 못하며, 뇌내의 화학반응이 낳은 환상이라는 견해가 있다. 레이몬드 무디가 수집한, 앨비스 프레슬리가 나타난 체험의 예는 환상이 증거가 되어 유명해졌다. 또 아이의 임사 체험에는 아직 살아 있는 사람이 등장하는 빈도가 높은 것을 밝힌 연구도 있다.
임사 체험으로 일어나는 인생 회고 현상에 대해서는 임사 시에 한정하지 않고, 교통사고가 일어나는 순간이나 높은 곳에서 추락하는 중 등, 위기 상황에도 잘 일어나는 현상이다. 이것은 생명의 위기를 느낀 뇌가 생존에 도움이 되는 정보를 검색한다는 설이 주창된다. 또, 이러한 위기적 상황에서는 시간을 늦게 느끼는 타키사이키아 현상 등의 비일상적인 감각을 얻을 수 있다. 임사 체험자의 인격에 장기적인 변화가 나타나는 현상은 체험자에게 뇌에 조성적인 변화가 일어났기 때문이라고 추측할 수 있다.
또 '유체이탈 감각'은 측두두 정상 결절점을 전기 자극하는 것으로 유발할 수 있다고 결론을 내린 실험도 있다.(제 3자 시점에서 본 자신과 주위의 위치 관계를 청각 정보 등으로 추측하는 기능이라고 생각된다). 측두엽과 임사 체험에는 어떠한 신경 생리학적인 관계가 있다고 생각하는 연구자도 많아지고 있다..
이하의 해석은 크게 나누면 뇌내 현상설에 속하는 것이다.

##### 엔돌핀설
임사 체험은 진통작용과 쾌감 작용을 가지는 뇌내 마약 물질인엔돌핀의 분비에 의해 일어난다는 해석이 있다. 타치바나 타카시는 임사 체험의 수많은 요소 중 '행복감'이나 '황홀감'에 대해 엔돌핀이 관련되는 것은 아닐까 하고 추측한다.
저산소증 환자를 대상으로 한 실험에서는 혈중의 산소 농도가 내리는 만큼, 엔돌핀치가 오르는 것이 밝혀지고 있다. 이 일은 죽음의 직전에 엔돌핀치가 오르는 일을 시사한다.

###### 엔돌핀설에 대한 비판
엔돌핀의 효과는 많은 임사 체험자가 '유체이탈 중에는 전혀 아픔을 느끼지 않고 신체로 돌아온 순간에 아픔이 부활한다'고 보고하고 있는 점을 엔돌핀설에서는 설명할 수 없다고 하는 문제가 있다. 엔돌핀의 무통 상태는 최대로 수십 시간 계속되지만, 임사 체험에서는 무통 상태가 몇 분 안에 끝난다. 또 엔돌핀에서는 주사바늘을 찔린 팔의 감각
등이 미세한 감각을 환자는 지각이 생기지만, 임사 체험에 대해 그러한 감각조차 남지 않는다.
엔돌핀설에서는 기분 좋음을 따르지 않는 '네가티브인 임사 체험'의 설명이 곤란하다. 또 주사에 의해 인공적으로 엔돌핀을 주입하면 환자의 의식은 애매하게 되어, 임사 체험시의 의식과 같이 각성하지 않는다. 경련 대발작을 일으키는 환자의 엔돌핀치는 매우 높고, 자주 발작 후도 그것을 유지하고 있는 것이 밝혀지고 있지만, 이것은 임사 체험과 같은 감각을 낳지 않는다.

##### 산소결핍설
죽음에 직면한 사람의 뇌에 공급되는 산소의 농도가 저하되면, 시각 뉴런들이 활성화해 환각이나 빛의 점이 보이는 것은 아닌가 하는 해석이 있다.
제트 전투기의 파일럿은 비행 중에 큰 중력이 걸리는 것에 의해 뇌로 가는 혈류가 저하되어 산소 결핍 상태가 되어 실신하는 경우가 있다. 이 'G락'이라고 불리는 현상에 대하여, 일부의 사람이 꿈을 꾸는 듯한 기분감이나 터널과 같은 시각 상태가 있던 일을 보고했다. 이것이 임사 체험은 아닐까 하는 설이 있다.

###### 산소결핍설에 대한 비판
샘 파니아에 의하면, 혈중 산소가 저하해 온 환자가 반드시 빛의 점이나 터널을 본다고 하는 사실은 없다. 산소 결핍 상태에 있는 환자는 심한 흥분 상태에 있어, 착란하고 있는 것이 많아, 임사 체험의 의식 상태와는 반대극이다. 또, G락 상태로 임사 체험이 일어났다는 보고는 없다.
저산소 상태에서는 인간의 의식 능력은 저하하기 때문에, 임사 체험 시에 '분명한 의식'이 있는 일이나 '선명한 비전'을 보는 일을 설명할 수 없다. 실제로 산소 결핍 화제의 인물 사이의 의식을 조사한 실험이 있지만, 어느 것에 있어도 인간의 지각이나 사고 능력 등은 현격히 저하된다.
후두잎이 산소 부족하게 되었을 때로 보이는 빛의 점은 '스포트 라이트가 조금씩 약해져 마지막에는 사라진다'라고 한 종류의 것으로, 최종적으로는 어두운 곳에 이르는 것이다. 산소 결핍으로 일어나는 터널 체험에 대해서는 기껏해야 몇 번을 비행했을 때에 무산소증에 빠진 파일럿이 산소 결핍에 의한 터널 체험과 임사 체험의 터널 체험에는 공통점이 아무것도 없었다고 증언했다.

###### 죽은 뇌 이론
수잔 블랙모어는 산소 결핍에도 여러 가지 분류가 있기 때문에, 산소가 완만한 속도로 줄어 들어가는 경우에 임사 체험이 일어나는 것은 아닐까 추측했다. 산소 결핍에 수반해 고탄산증이 일어나면, 임사 체험을 닮은 증상이 일어난다. 또 산소 결핍에 의해 일어나는 탈억제가 대뇌피질의 흥분을 일으켜, 시각들에서 뉴런이 발화한 결과, 빛 체험이 일어나는 것은 아닐까 말한다.
이 설의 문제점은 임사 체험은 산소 결핍이 아닌 상황에서도 일어난다고 하는 일이다. 중증이 아닌 병이나, 일상으로 일어나는 임사 체험의 경우, 산소 농도는 정상적이다고 생각할 수 있다. 또, 산소 결핍이 아닌 상태가 임사 체험이 일어나기 쉬운 것을 시사한 연구가 있다.

##### 고탄산증설
'임사 체험은 혈류 중의 이산화탄소의 농도가 높아지는 것이 원인으로 일어난다'고 하는 설이 있다. 자리카 쿠레멘크 케티스가 환자 52명을 대상으로 한 실험에서는 '임사 체험을 한 환자는 체험하지 않았던 환자에 비해, 혈중의 이산화탄소 농도가 현저하게 높았다'고 하는 결과가 나와 있다.
정신과 의사인 L. J. 메두나에 의한 이산화탄소 (탄산 가스) (을)를 이용한 치료에서는 환자가 매우 실감나는 환각을 체험했다. 환자 중에는 신체에서 유리 한 감각을 기억하거나 신비적인 합일감을 경험한 사람도 있었다.

###### 고탄산증설에 대한 비판
메두나의 연구 이래, 이산화탄소의 상승이 정신에 미치는 영향에 대해 많은 연구를 해 왔지만, 임사 체험이 일어났다는 보고는 없다. 또, 메두나의 실험에서는 지각의 현저한 일그러짐이나 공포감 등 임사 체험과는 관련성이 없는 증상도 나타나고 있다.
밴 론멜이나 마이클 세이봄, 페니 서트리는 산소 부족(하이포키시아)도 이산화탄소의 증대(하이파카프니아)도 볼 수 없었던 임사 체험자가 있던 일을 보고했다(이것에 대해서, 뇌내의 혈중 가스를 측정한 것은 아니라는 비판도 있다). 샘 파니어는 이산화탄소 농도가 상승한 환자가 임사 체험을 보고한 적은 없다고 말한다. 또 고탄산증으로 일어나는 경련 증상 등은 임사 체험에서는 볼 수 없다.

##### 약물설·뇌내환각물질설
임사 체험과 환각제를 사용했을 때의 정신 상태에는 공통점이 있다. 환각제 등의 물질이 뇌에 작용하고 환각을 일으키는 것은 뇌에 어떠한 환각 물질이 내재하는 사실을 시사하며, 이것이 임사 체험의 원인이라는 해석이 있다. 예를 들면 케타민을 사용했을 때에는 유체이탈의 감각을 얻을 수 있다고 여겨진다.케타민 50~100mg을 사용하면 이와 같은 체험을 계속 만들어 낼 수도 있다.

###### 약물설·뇌내환각물질설에 대한 비판
환각제에 의해 일어나는 환각과 임사 체험에 일어나는 비전과는 다른 점이 많다. 환각제 체험은 상당한 비율로 '불쾌한 체험'이며 '불안이나 공포'를 일으키는 것이지만, 임사 체험은 그 반대이다. 환각제로는 인간의 지각 작용에 일그러짐이 생겨 체험자 자신도 '이것은 정상적인 체험은 아니다'고 인식하는 경우가 많다. 그러나 임사 체험에서는 반대로 평상시보다 정묘하고 맑게 개인 의식이 되기 때문에 일상의 현실 이상의 체험이 된다는 사람이 많다. 일반적으로 말하면, 환각제 체험은 정신 이상 시의 체험에 가까우며, 임사 체험은 정신 정상 시의 체험에 가깝다. 또, 환각제 체험의 내용은 사람에 의해 천차만별이지만, 임사 체험에서는 그 체험의 핵심의 요소에 공통점이 있다.
케타민에서 일어나는 유체이탈과 사사계 감각은 자기상환시로 불리는 '자신이 두 명이 된다'감각이며 유체이탈과는 다르다. 또 임사 체험과 같은 이야기성이 있는 체험도 일으키지 않는다.
약물이 투여된 환자의 임사 체험은 약물을 투여되어 있지 않은 환자의 임사 체험보다 내용이 단순하다는 실험 결과도 있다. 피터 펜위크에 의한 조사에서는 어떠한 약물이 처방되고 있던 임사 체험자는 전체의 14%에 지나지 않았다. 마이클 세이봄은 약물 투여는 오히려 임사 체험을 방해하는 것은 아니냐고도 말한다.

##### 출생시기억설
임사 체험은 체험자가 갓난아기였던 때의 산도(터널)를 토대로, 이 세상으로 태어나 나왔을 때의 기억이 원인은 아닐까 하는 스타니스라프 그로후 등에 의해 주창된 설이다.
그러나 실제의 출생 시 기억에서는 좁은 산도에 눌러 부서질 것 같게 되면서 출생하는 고통의 체험이 많이 보고되었으며 그것은 '광대한 터널 안을 진행한다'는 임사 체험의 내용과는 합치하지 않는다는 지적이 있다. 또 탄생 시 기억에서는 터널을 통과하고 먼저 만난 인물을 '빛의 존재' 등 초월적인 사람으로서 인식했다는 기록이 없다.

##### REM 수면침입설
켄터키 대학의 케빈 넬슨에 의하면, 빈사의 뇌가 위기 상태가 되었을 때에 일어나는 'REM 수면 침입'이라는 수면 장해가 임사 체험이다. REM 수면 침입이 일어나면 의식이 각성과 수면의 중간 상태가 되어, 이 때에 많은 사람은 꿈을 꾼다. 그 중간에 감정, 기억, 이미지가 선명해지는 것은 아닐까 말한다. 넬슨의 연구에서는 55명의 임사 체험자 중 60%가 REM 수면 침입을 경험했다. (경험하고 있지 않는 그룹은24%였다. )

###### REM 수면침입설에 대한 비판
REM 수면 침입으로 일어나는 현상은 공포 체험이 주요하고, 터널 체험이나 라이프 리뷰 등 임사 체험의 모든 요소는 볼 수 없다. 렘 침입을 일어날 수 없는 조건(REM 수면을 억제하는 약제를 복용한 상태 등)에서도 임사 체험은 일어난다. 원래 'REM 수면 침입이 임사 체험을 일으켰다'는 것인지 '임사 체험이 REM 수면 침입을 일으켰다'는 것인지 인과관계가 불명료한 것 등이 지적된다.
뇌외과의이며 임사 체험자인 에벤 아레그잔다는 REM 수면 침입이 일어나려면 대뇌 신피질의 기능이 필요하기 때문에, 이 현상이 자신의 임사 체험의 원인인 일은 있을 수 없다고 부정했다.

##### 심장정지 전후의 뇌활성화설
2013년에 발표된 미국 미시간 대학의 연구논문에 의하면, 실험쥐를 인공적으로 심장정지시켜 관찰한 뇌전도는 심장이 정지 후 30초간, 뇌의 활동이 통상보다 급증해, 정신 상태가 매우 고양되는 것이 판명됐다
워싱턴대학의 라크미르 차울라(Lakhmir Chawla)는 사망 직전의 7명의 환자로 30초~3분간에 걸치는 활발한 뇌파를 검출할 수 있던 것에서, 산소 결핍 상태의 뇌가 전기 서지 현상을 일으키는 것은 아닐까 말한다. (다만, 이 환자는 전원, 임사 체험을 보고하지 않고 사망했다.) 이 서지 현상 자체는 어떻게도 해석할 수 있기 위해, 차울라 자신은 임사 체험과의 사이에 어떠한 관련성이 있는 일을 지적하는에 두고 있다.
이러한 설의 문제점은 임사 체험은 심장정지에 빠지지 않는 사람에게도 일어난다는 일이다.

##### 측두엽이상방전설
와이르다 펜필드에 의한 측두엽 발작의 연구에서는 우측두엽에 있는 시르비우스도랑에 대한 전기 자극이 환자에게 '유체이탈의 감각'이나 '인생의 파노라마 회고' 등을 가져왔다고 보고된다.
로렌 시안 대학의 마이클 퍼싱어에 의하면, 임사 체험으로 일어나는 현상과 측두엽의 신호에는 상관관계가 있다. 측두엽에 트랜지언트(transient) 전위로 불리는 특수한 전위가 관측되면 '측두엽이상방전'이 일어나 이것이 임사 체험이 된다고 한다. 측두엽이상방전에 대해서는 '철학적으로 된다' '애정 깊어진다'라는 효과가 일어나, 초상현상 체험도 증가한다고 한다. 파신쟈의 조사한 임사 체험자 중 30%에 변연계라고 이상방전의 자취를 볼 수 있었다. 퍼싱어는 이러한 체험은 병리적인 것이 아니고, 강력한 치유 효과 등을 발휘하기 때문에 소중히 해야 하는 것이라고 말한다.
또 마이클 퍼싱어는 '갓 헬멧'이라는 장치를 개발했으며, 이것으로 머리 부분을 전자파로 자극하여 임사 체험의 모든 요소를 재현할 수 있었다고 보고했다.
칠레 대학의 사바데라 아기랄은 같이 측두엽이상방전설에 의해, 임사 체험의 발생 메카니즘을 나타내기 위한 모델도를 만들어냈으며 측두엽간질의 이상방전이 '눈부신 빛'으로서 볼 수 있는 것은 아닐까 추측한다.
스위스의 오르후 브란케의 실험에서는 뇌의 우각회 (우장각회)나, 측두엽과 두정엽에 연결된 측두두정상접합부를 전기 자극한 결과, 유체이탈 감각을 얻을 수 있던 환자가 있던 것이 보고된다.
임사 체험 후에는 '측두엽이 부풀어 올랐다' 느낌이 있으며, 뇌에 구조적인 변화가 일어난 느낌이 있었다고 말하는 체험자도 있다.

###### 측두엽이상방전설에 대한 비판
측두엽에 비정상인 변화가 없었음에도 불구하고 임사 체험이 일어난 사례가 존재한다.
여러 가지 증상을 수반하는 '간질 발작'은 고대보다 '신성병'이라고 불렸으며 악령의 조업이나 제정신이라 할 수 없는 방법인 상태라고도 말해져 왔다. 역사적으로는 기원 전 5세기의 시점에서 히포크라테스가 '신성병'은 성스러운 현상은 아니고 다른 병과 같이 자연스러운 원인이 있다고 말했다. 현대에는 복수의 연구자가 임사 체험과 측두엽 발작은 언뜻 보면 비슷해도, 상세하게 비교 검토해 보면 내용이 이질의 것이다고 지적한다.
미시간 센터의 의료 부장인 E.로딘에 의하면, 임사 체험자와 같이 평화롭고 지복한 경지는 실제의 간질 환자에게서는 보고된 적이 없다. 또 마이클 퍼싱어는 측두엽이나 편도핵의 활동이 유체이탈이나 인생 회고를 가져온다고 결론 내리고 있지만, 로딘에 의하면 측두엽의 편도핵를 자극했을 경우는 기쁨은커녕 공포감이 나온다. 또, 워싱턴대학의 V.M.신경제 정책은 '환취'에 주목해 임사 체험에 나타나는 냄새는 좋은 냄새인데 대해 측두엽의 경우는 수상한 썩은 냄새라고 지적했다. 그리고 측두엽 발작으로 일어나는 환각에는 임사 체험과 같은 공통점이 없다.
측두엽이상방전설이 나온 것은 일부의 측두엽이상방전 환자가 임사 체험과 닮은 환각을 보고했기 때문이다. 그러나 측두엽이나 대뇌변연계의 활동이 비정상으로 높아져, 그 결과적으로 임사 체험이 일어난다면, 기억상실이나 자동증, 이상 지각이나 패닉 발작의 징조 등 다른 요소도 볼 수 있을 것이다. 특히 측두엽은 기억을 담당하기 때문에, 안쪽 두엽을 포함한 발작은 기억상실을 따르지만, 임사 체험은 다른 사건보다 선명히 기억되는 경우가 많다.
머리 부분을 전기 자극해 일어나는 체험에 대해서도와 같이 의문시하는 소리도 있다. 오르후 브란케의 실험에서는 '의식이 부유함과 동시에 자신의 하반신이 보였다고 하는 감각' 등이 보고되었으며 임사 체험의 체외이탈과는 질적으로 약간 차이가 난다. 유체이탈은 산소 결핍에 의해 측두두 정상 접합부가 자극되는 것으로, 의식이 공간 짐작식을 잃어 밸런스 감각을 잃은 상태에 지나지 않는다는 견해도 있지만, 전기 자극으로 일어나는 현상이 이것이라고 생각할 수 있다. 와이르다 펜필드가 인공적으로 유발시킨 측두엽 발작에서는 주위의 지각의 일그러짐이나 공포감, 고독감, 비장감을 특징적으로 볼 수 있어 임사 체험과는 정반대의 측면이 있다.(펜 필드의 실험은 인도상의 문제에서 현재는 재검증이 불가능하다는 문제가 있다.)
마이클 퍼싱어의 '갓 헬멧'에 의한 실험은 후에 제3자의 손에 의한 검증을 했다. 그 검증 실험에서는 헬멧을 씌우는 것만으로 전기 자극을 주지 않았던 피험자가 '이상한 체험'을 보고하는 비율은 전기 자극을 준 피험자가 보고하는 비율과 거의 같았다. 또 파신쟈는 실험전에 미리 일어날 수 있는 체험을 피험자에게 암시시키고 있던 경우도 있어, 갓 헬멧의 효과는 심리적인 물건이었던 것은 아닌지, 로 하는 의견이 나와 있다. (퍼싱어 자신은 전압의 빠지는 방법이 부족했던 탓이라면 검증 실험을 비판한다.)
측두엽이상방전에 한정하지 않고, 특정의 생리학적 상태가 임사 체험과 닮은 환각을 일으키는 일이 있지만, 모두 단편적이고 랜덤인 물건이다(예를 들면 펜 필드가 일으킨 '과거의 사건의 상기'는 특히 중요하지도 않은 사건이 랜덤에 생각난다고 하는 내용인). 그것들은 임사 체험과 같은 시종 일관으로 한 이야기성을 가지지 않고, 오랜 세월에도 건너는 정신상의 변용이나 죽음에 대할 우려의 소실을 체험자에게 생기게 하는 것은 대부분 없다.
이러한 질적 차이에 대한 비판에 대해서, 전기 자극 실험과 임사 체험에서는 환자가 놓여져 있는 상황 등이 다르다는 지적도 있다.

#### 뇌내현상설에 대한 비판
어느 입장에서는”다만 뇌론 가설”로 불리는 해석에는 과학자나 의사 안에서도 비판이 많다. 그들의 주장에 의하면 임사 체험에서는 종래의 과학인 이론의 골조에서는 일어날 수 없는 현상이 일어나고 있으므로, 이것을 설명할 수 있는 '새로운 이론을 생각해 내는 시기에 와있을지도 모른다'고도 지적되고 있다.

##### 체외이탈현상
뇌내 현상설에 부정적인 주장에는 유체이탈의 존재가 논거로 거론되는 것이 많다. 그러나 아직 유체이탈 사례들은 객관적 검증이 이루어진 것이 아니라 아직은 일화 단계에 있다는 것도 참고해야 한다.
유체이탈이 뇌내 현상은 아니라고 생각할 수 있는 근거는 주로 2 종류의 사례에 기인한다. 하나는 유체이탈 중에, 통상의 수단에서는 알 수 없는 정보를 지각할 수 있던 경우가 많이 있는 일이다. 유체이탈중에 안면이 없는 사람과 만나, 의식 회복 후에 그것이 자신의 친족인 일이 판명되는 사례나, 체험자 본인이 모르는 정보를 죽은 친족에서 전해지는 사례 등이 이것에 해당된다. 특히, 임사 체험 중에 만난 인물이 실세계에서는 사망해 있었다는 일을 의식 회복 나중이 되어 아는 사례가 다수 있어 '피크 인 다리엔 사례'라고도 불리고 있다.
이제(벌써) 하나는 심박 정지나 전신 마취로 의식 불명하에 있는 사람이 '의식이 신체에서 빠지기 시작한' 것에 의해, 수술실이나 병실등의 상황을(의식 회복 후에) 상세하게 묘사할 수 있다는 점이 있다. 이것에 대해서는 다른 해석도 있다. 수술중에 전신 마취를 걸 수 있고 있던 환자가 마취가 불충분했던 결과, 주위의 사건을 기억하고 있었다고 하는 현상이 있다. 이러한 예에서는 후에 최면에 의해서 환자에게 청각등이 남아 있었던 것이 밝혀지는 경우가 많다. 이러한 '수술중의 마비적 각성'이 임사 체험이며, 환자에게는 청각이 남아 있었기 때문에, 거기에서 얻을 수 있던 정보로, 기억을 다음에 조립한 것은 아닐까 하는 해석이다.
그러나, 마이클 세이봄은 이 설을 부정한다. 그러한 '마비적 각성'상태에서는 환자는 평온함의 감각은 아니고 공포감이나 악몽을 보고했다. 또 상세한 시각적 보고도, 체외에 유리 하는 감각도 보고하지 않았다. 그리고 임사 체험자가 상세하게 묘사한 내용은 소생자에 의해서 입으로 되지 않았던 경우도 포함된다, 시각적으로 밖에 확인될 수 없는 것이었다고 결론 내렸다. 또 반의식상태로 청각이 남아 있던 임사 체험자는 양자의 지각은 완전히 다른 것이었다고 말한다. 또 세이봄이 수집한 사례에는 심장정지 후 3시간에 걸쳐서 계속된 수술의 전모를 보고할 수 있었던 예등이 있지만, 청각만을 의지해에 이러한 기억을 재구축 하는 일은 어렵다고 생각할 수 있다.
영국의 연구자 페니 서트리는 집중 치료실에서 일어나는 임사 체험을 5년간에 걸쳐 연구했다. 그 결과, 심장정지에서 단지 소생 한 것만으로 유체이탈을 보고하지 않았던 환자들은 의사에 의한 소생 프로세스를(TV에서 얻을 수 있던 정보등에서) 잘못해 추측했지만, 유체이탈을 보고한 환자는 올바르게 묘사할 수 있는 일을 발견했다. 마이클 세이봄도 거의 같은 실험을 실시해, 같은 결론을 얻고 있다.

###### 알란 설리반의 경우
타치바나 타카시에 의한 미국에서의 조사에서는 심근경색의 발작을 일으키고 병원에 멘 남성(알란 설리반)이 의식 불명 중에 유체이탈을 경험했으며, 후에 수술 중의 모습을 묘사하였다. 설리반과 담당 의사는 수술 후에 얼굴을 맞대지 않았으며, 첫 검증은 타치바나 타카시의 입회하에 행해졌다.
설리반은 심장 수술에 정통하고 있지 않으면 몰라야 할 시술이나 기구의 상세하게 머물지 않고, 수술중에 당시의 습관으로 치료자가 신고 있던 구두, 담당한 의사의 버릇등도 묘사할 수 있었다. 설리반의 묘사는 담당 의사에게 부정된 점도 하나 있었지만, 후에 설리반의 묘사가 사실이었다고 판명되어, '보고의 앞뒤 맞추어'설도 각하 되었다. 수술 중이었던 설리반의 시각은 아이팟치와 테이프에 의해 막혀 있었다.

##### 임사공유체험
연구자인 레이몬드 무디는 임사 체험은 다 죽어간 사람 뿐만 아니라, 주위에 있는 건강한 사람들에게도 공유된다는 '임사공유체험'이 존재하는 것으로 뇌내 현상설에 부정적인 견해를 나타내고 있다. 뇌내 현상설은 빈사의 체험자에게 일어나는 뇌내 물질의 변화보다 설명을 시도하는 것이지만, 임사공유체험은 병도 아니며 뇌에 손상도 없는 정상인에 일어나기 위해 뇌내 현상에서는 설명이 맞지 않는다. 임사공유체험에서는 임사 체험자의 사망 시각이 원격지에 있는 인물에게 전해지는 등, 통상에서는 파악하지 않는 정보가 타인에게 전해지는 점이 특징이다.
임종체험의 수집·분석을 실시한 피터 펜위크는 '사람이 죽었을 때, 그 죽음을 모르는 가족의 사람들에게, 죽음의 광경이 보이는 경우가 자주 있다', '병상에 시중들어 돌보고 있는 사람들이 그 자리에서 초자연적인 광경을 보는 경우도 있다'라고 보고해, '그것들은 환각이라고는 할 수 없다'라고 말한다. 윌리엄 바렛트는 '서로 연락하지 않은 복수의 사람들이 내용의 합치하는 사건을 목격했다는 사실'이 임사공유체험의 가치라고 말한다.

##### 뇌의 기능정지(저하)상태에서의 임사 체험
뇌내 현상설으로는 설명이 어려운 현상의 대표적인 예로서 뇌의 기능이 극단적으로 저하 하고 있는 중간에 환자가 임사 체험을 했다고 하는 사례가 존재한다. 과학계에선 뇌혈류가 거의 없더라도 몇분간은 뇌세포 수준의 전기 화학 반응이 일어나므로 가능할 수 있다고 받인들인다. 다음은 대표적인 예들이다.

###### 팜 레이놀드의 경우
당시 34세에 있던 팜 레이놀드는 의사에 의해 '저체온순환정지법'이라는 치료를 받았다. 이 치료에서는 환자의 체온을 15.5 °C까지 내린 데다가 심박과 호흡을 정지시켜 뇌파를 평탄하게 해, 머리 부분에서의 혈액을 빼낸 데다가 환부인 뇌의 중추부의 동맥류의 적출을 실시했다. 팜은 깊은 혼수상태에 있었다. 팜의 뇌파는 1시간 정도 평탄한 그대로고 뇌는 기능정지를 하고 있었지만, 그 시간 내에 팜의 의식은 신체에서 빠지기 시작해 임사 체험을 했다. 팜은 눈을 뜬 후에, 수술시간 내에 방에서 일어난 것(수술의 프로세스나 기구 상태, 의사들의 회화 등)을 정확하게 묘사할 수 있었다.
이 사례는 평탄뇌파 시에 임사 체험이 일어난 예로서 유명하게 되었다. 팜의 뇌혈류는 빼내지고 있었기 때문에, 뇌기능은 정지하고 있었다. 그러나 팜의 의식은 도중에 수술실에서, 시간의 계측이 불가능한 다른 장소로 이행하고 있기 때문에, 반드시 뇌가 기능정지를 하고 있었을 때에 의식이 있었다고는 할 수 없다는 회의적인 견해도 있다. 다만, 팜 자신은 수술개시부터 종료까지 계속된 일련의 체험으로서 묘사했다.
팜의 임사 체험은 가장 상세한 의학적 기록이 남은 사례이기도 했다. 팜의 뇌파활동은 계속적으로 측정되고 있어 측두엽 발작 등이 일어난 흔적은 없다. 또, 팜의 눈에는 건조를 막기 위해 테이프가 붙여지고 있었기 때문에 시각은 없고 귀에는 특수한 효과음을 발하는 이어폰을 붙였다. 팜이 들었다는 의사의 회화는 실제로 그것이 주고 받아진 시간으로 일치하고 있어, 팜이 묘사한 수술기구에 대해서도, 사전에 그것을 알려져 있던 가능성은 생각하기 어렵다고 담당의사는 말한다.

###### 에벤 아레그잔다의 경우
하버드 대학의 뇌외과의인 에벤 알렉산더는 2008년에 혼수 상태가 된 동안에 임사 체험을 했다. 체험 후에 에벤이 자신의 뇌 상태를 조사한 결과, 7일간의 혼수 상태의 사이에 에벤의 뇌의 대부분은 기능 정지하고 있던 것이 판명되었다.
특히 에벤의 대뇌피질은 기능하지 않았기 때문에, 환각을 보는 일조차 할 수 없는 상태였다. 에벤의 임사 체험에서는 선명하고 복잡한 내용의 영상도 나타났기 때문에, '뇌의 중추부에 의한 환각설'으로도 설명이 맞지 않는다. '일시적으로 기능이 정지하고 있던 뇌가 의식을 회복할 때, 지금까지의 낡은 기억이 방출되었다'는 '뇌의 재기동설'도 검토되었지만, 에벤은 혼수 상태 중의 병실의 모습을 일부 기억하고 있었기 때문에, 이 설도 부정되었다. 가장 인상적인 예는 에벤에는 한번도 안면도 없게 얼굴도 모르는 채 타계한 진짜의 여동생이 존재했지만, 임사 체험 중에 대면한 여성이 이 여동생이었다고 한다(에벤은 임사 체험 후에 부모님에서 건네받은 얼굴 사진을 보고, 처음으로 진짜의 여동생의 얼굴을 확인했다).
이 에벤의 사례는 원래 임사 체험 등에 부정적인 저명한 뇌외과의가 임사 체험을 거치고, 그것이 사후의 세계 방문이라고 하여 긍정적인 인식으로 변한 예로서 유명해졌다. 후에, 에벤의 혼수는 마취에 의해 일으켜진 것이어서 완전한 무의식 상태라고는 할 수 없었다는 '폭로 기사'가 웹상에 게재되는 소동이 일어났지만, 에벤의 담당 의사는 기사의 내용에 부정적이며, 실제로는 혼수 상태에서 일어나는 반사적인 발작을 의식이 있던 증거와 헷갈린 기사라고 지적된다.

###### 심장정지 시·뇌파 플랫 시의 임사 체험
임사 체험이 임상 죽음의 상태(심박 정지 후에 뇌파 활동이 대부분 소실한 상태)로 일어난다고 하는 점은 큰 수수께끼이다. 심장정지 안에 있는 환자가 뇌파계가 안정상태로 돌입한 중간에 임사 체험을 하고 있었다고 생각되는 사례도 복수 존재한다.
이 '뇌파가 안정상태 시의 임사 체험 예'에 대해서는 몇 가지 회의적인 견해도 있다. 1개는 측정기의 문제이다. 뇌파계와 fMRI를 사용한 연구에서는 뉴런 활동의 방전이 뇌파계에 나타나지 않을 가능성이 있는 점이 시사된다.
나머지 1개는 뇌파계에 측정되지 않는 미약한 뇌활동이 낳을 가능성이다. 어느 신경 학자는 뇌파가 안정상태로 돌입한 중간에 뇌가 임사체험을 발생시킬 가능성은 지극히 낮다고 단적으로 말하고 있지만, 뇌파의 표면적인 계측에는 나타나지 않는 뇌의 피질하의 활동으로 임사 체험을 설명하려고 시도하는 사람도 있다. 다만, 에벤 아레그잔다는 피질하의 활동이 임사 체험을 낳는다고 하는 설을 부정했다.
마지막 문제로서 임사 체험의 '타이밍 문제'가 있다. 임사 체험이 뇌파가 플랫한 동안에 일어나고 있었다는 것은 연구자나 체험자의 추측에 지나지 않는다는 지적이며, 가장 빈번히 주창되고 있는 설은 체험자가 '의식을 잃고 있는 순간의 기억'인가 '의식을 되찾은 순간의 기억'을 무의식중의 체험과 착각했다고 하는 것이다.
그러나 샘 파니어나 피터 펜위크는 이 해석에 부정적이다. 전자이면, 통상은 심장정지 후에 뇌손상에 의한 기억상실이 일어나기 때문에, 어떠한 체험이 일어나도 소생 후에 그것들을 생각해 내는 일은 어렵다. 후자에 대해서는 뇌가 혼란 상태를 거쳐 의식을 회복할 때에 임사 체험과 같은 분명하고 질서정연한 의식 상태를 일으킨다고는 생각하기 어렵다고 말한다.
그리고 임사 체험은 의식 불명 중에 일어났다고 확신하며, 실제로 심장정지 중에 일어난 것을 상세하게 묘사할 수 있는 체험자가 있는 사실을 들 수 있다. 심장정지 시에 일어나는 유체이탈을 검증한 마이클 세이봄은 환자가 소생 후에 묘사할 수 있는 사건은 틀림없이 의식 불명 상태 중의 사건이며, 소생을 하는 시점에서는 이미 끝나 있는 것이라고 단언했다.
또, (뇌파가 안정적이지 않아도) 원래 심장정지 후의 혼란한 상태에 있는 뇌가 임사 체험을 낳는다는 일은 어렵다는 견해도 있다. 심박이 정지하면, 혈류가 없어져, 뇌의 중추부의 기능도 정지해, 대뇌피질도 기능 정지상태가 된다. 뇌기능은 급속히 쇠약해져서 가 뇌파는 대략 10초에 안정상태가 된다. 그러나 임사 체험자가 보고하는 '분명한 의식'이나 '논리적 사고', '시계열에 따른 기억' '선명한 시각'등의 정신 활동 자체, 뇌가 많은 영역이 관여하고 있을 것이며, 빈사의 뇌가 그러한 고도의 기능을 가지는 일은 기존의 의학적 소견에서는 설명이 어렵다. 인간의 뇌는 혼수 상태가 되면 에너지 공급을 필사적으로 확보하려고 할 것이며, 그러한 상태에서 복잡한 비전이 나타나면 에너지가 소비되어 고갈되므로, 이론적으로는 임사 체험은 사람들에게 해를 미치는 것이어도 이상하지 않다. 그러나 실제의 사례에서는 완전히 반대의 효과가 일어나고 있다.
미국이나 네델란드로의 조사에서는 심장정지 상태에서 회복한 환자의 약 10%가 임사 체험을 보고했다.

###### 뇌손상 시의 임사 체험
머리 부분에 중상을 입어, 뇌기능이 혼란 상태에 빠져 있는 가운데 임사 체험이 일어난 사례가 있다.
피터 펜위크의 연구에서는 이러한 상황에서도 임사 체험자는 의식 회복 후에, 분명하고 질서정연한 체험이 있던 일을 보고했다. 중대한 손상을 받은 뇌가 선명하고 시종일관 한 체험을 했다고는 생각하기 어렵고, 만일 무의식하에서 어떠한 의식 모델이 뇌로 만들어졌다고 해도, 그러한 모델은 단편화되어 랜덤으로 불선명할 것이며, 임사 체험과 같이 정합성이 있는 이야기 체험은 아니라고 생각할 수 있다.
또, 인간의 뇌가 중대한 손상을 받았을 때, 기억은 데미지를 받기 쉽기 때문에, 통상은 사건의 사이의 기억은 잃는다. 그 때문에, 만일 손상한 뇌가 어떠한 이유로 명석인 체험을 가질 수 있었다고 해도, 그 기억을 나중에 명석인 기억으로 생각해 내는 것은 곤란하다. 펜위크가 수집한 사례에서는 의식 회복 후에 일상의 기억 보관 유지를 할 수 없게 된 환자가 임사 체험의 기억은 장기에 걸쳐 보관 유지 되어 있었다는 사례 등이 있다.

###### 데이비드 베데갤(David Verdegaal)의 경우
1986년, 데이비드는 뇌졸중을 수반하는 심장 발작에 의해 2주간의 혼수 상태에 빠져, 그 사이에 임사 체험을 했다.
데이비드의 대뇌피질은 발작의 영향에 의해, 큰 손상을 받았다. 그의 기억 능력은 현저하게 약해졌으며, 또 심박정지 시의 혈압 저하가 원인으로 분수계역이 손상됐기 때문에, 시각도 기능하지 않았다.
이러한 상황에도 불구하고, 데이비드는 매우 선명한 비전을 수반하는 체험을 보고했다. 만일 임사 체험이 혼수중은 아니고 심장 발작 직전에 일어났다고 해도, 그는 그것을 기억해 생각해낼 수는 없었다고 생각할 수 있다.

##### 양눈이 모두 보이지 않는 자의 임사 체험
엘리자베스 큐브라-로스에 의해, 이전에는 맹인이었던 환자가 임사 체험 중에 시력을 되찾아, 체험 중에 병실 등에서 일어난 사건을 자세하게 묘사했다는 예가 보고되었다. 그러나, 그러한 데이터의 재검증은 불가능했다 (의사인 랠리 죠시는 자기 저서 '영혼의 재발견' 중에서, 같은 이러한 환자가 있었다고 증언하고 있지만, 이쪽은 실제로는 모았던 정보로 만든 가공의 인물인 것을 알고 있다).
케네스 링은 눈이 부자유스러운 임사 체험자 약 31명에게 인터뷰를 실시한 결과, 회답자의 80%가 임사 체험 중에 '보는' 일이 생긴 것을 인정했다. 피험자 중 14명은 선천적인 양눈이 모두 거의 보이지 않는 자였다. 그러한 양눈이 모두 거의 보이지 않는 사람들은 시각들이 발달하지 않기 때문에, 눈이 치료되어도 즉시 보이게 되는 것은 아니다. 5세 이전에 실명한 양눈이 모두 거의 보이지 않는 사람은 시각 이미지를 비유 꿈 속에서도 일절 가질 일은 없고, 또 5세 이후에 실명한 양눈이 모두 거의 보이지 않는 사람의 경우에는 시각 이미지는 당분간 시력이 남아 있지만, 점점 사라져 간다. 어느 체험자는 생애에 볼 수 있던 순간은 임사 체험의 사이 뿐이었다고 말했다.
초기의 임사 체험 연구자인 덴버의 심장의 프레드 스쿤메이커 (Fred Schoonmaker)는 맹인 임사 체험자가 '본' 사례가 3건 있었다고 말하고 있지만, 연구를 정식으로 발표하지 않았다.

##### 환원주의적 해석에 대한 비판
뇌내 현상설에 대한 근본적인 비판으로서 원래 뇌내 현상설은 '뇌내 물질의 발생에 의해 체험이 일어나고 있다'는 '인과관계'가 분명하다고는 말하지 못하고, 체험과 뇌내 물질과의 '대응관계'(상관관계)를 설명하고 있을 뿐이므로, '체험은 뇌내 물질의 분비에 의하는 것에 지나지 않는다'라고 환원주의적으로 파악해서는 안 된다는 비판이 있다.
또, 만일 측두엽에 대한 전기 자극이 유체이탈 현상을 일으켰다고 해도, 그것은 다른 경로에 의해 같은 현상이 일어난 것만으로 있어, 어떻게 의식 불명자가 외계의 사물을 지각할 수 있었는지라는 문제는 그대로 남는 일이 된다. 그러면 '측두엽에 자극이 일어난 일이 방아쇠 요인이 되어, 어떠한 인식 주체가 신체를 멀어져 외계를 지각했다'라고 설명하는 여지도 남는 일이 된다. (그러한 가설은 실제로 존재하고 있어, 우측두잎은 뇌와 정신과 영혼의 수습하는 장소이다고 생각하는 연구자도 있다. ) 또 외재 한데 등인가의 현상과 대응하고 있는 뇌내의 기능이라는 해석도 있을 수 있다. 신경과의인 비라야눌 S. 라마체드란은 '뇌 속의 유령'으로, 측두엽 하지만신비 체험와 관계된다는 증거는 '사용나름에 따라서는 신의 존재에 대한 반증이 아니고, 신의 존재를 지지하는 증거로도 된다'라고 말하고 있다.
이 예에 대해서는 측두엽에 대한 자극이 있었다고 하는 사실 자체는 어느 설을 긍정도 부정도 하지 않으며, 측두엽과 유체이탈에 어떠한 관련성이 있는 것이 나타난 것만으로도 주의할 필요가 있다. 어느 체험에 관여하는 뇌의 영역이나 화학물질을 분류하는 일과 그 체험이 환상인 일을 증명하는 일과는 동일하지 않기 때문에, 혼동해서는 안 된다.

#### 홀로그램 가설
물리학자인 데이비드 봄은 우주 전체는 1개의 거대한 홀로그램이라 생각했다. 마이클 탈보트는 이 홀로그램설에서 임사 체험의 설명을 시도한다. 임사 체험은 다른 프로 그램 세계를 방문하는 체험이며, 그 영역에서 지각하는 현실은 마음이 창조하는 홀로그램장의 사고 형태이다. 이러한 설은 '사후 세계에서는 자신의 상념이 형태를 취해 나타났다', '인생 회고(라이프 리뷰)는 홀로그래픽 체험이었다'라는 실제의 임사 체험자의 증언에서 추측되며 케네스 링 등의 연구자가 이 설을 지지한다.

#### 전자기가설
케네스 링 등의 조사에서는 임사 체험자의 약 25%가 '체험 후에 손목시계가 멈추어 버리게 되었다', '전자기기를 오작동시키게 되었다'라고 보고했다. 거기서 임사 체험이 인간의 생체를 둘러싸는 전자기력에 변화를 미쳤다고 추측할 수 있다. 전자기를 이용하고, 인간의 알코올 의존이나 우울상태를 치유시키는 요법도 존재하기 때문에, 임사 체험으로 일어난 인체의 전자기의 변화가 일종의 전기 쇼크요법으로서 일어나, 인격의 장기적인 변용을 일으킨 것은 아닐까 하는 해석이 있다.

#### 양자뇌이론
애리조나 대학의 스튜어트 하메로후에 의하면, 양자에서 완성되는 인간의 의식은 평상시는 뇌세포에 있는 미소관에 차 있다. 그러나 심장정지에 의해 이것이 망가지고 의식이 우주에 확산해, 환자가 소생했을 경우에는 다시 뇌 속으로 돌아온다. 이러한 프로세스가 임사 체험은 아닐까 하메로후는 논평했다.
이러한 하메로후 등의 Orch-OR이론에 대해서는 미소관은 뇌 뿐만이 아니라 체내의 모든 세포에 있는 일이나, 미소관을 파괴하지만 의식에 어떤 영향도 미치지 않는 약물이 존재하는 것이 비판점이 된다.

### 심리학적인 해석
임사 체험으로 일어나는 이미지와 융 심리학의 원형의 개념의 유사성을 지적하는 소리도 있다. 융의 원형 이론은 임사 체험의 생리학적 설명과도 초상적 설명과도 모순되지 않는다. 또, 융은 집단적 무의식과 개인적 무의식에 명확하게 선을 긋는 것은 할 수 없다고 말했지만, 이러한 혼재는 임사 체험의 비전에도 볼 수 있는 것이다.
임사 체험에 한정하지 않고, 변성 의식 연구에서는 개인적·환각적인 비전과 개인성을 넘은 비전이 모두 나타나는 현상을 자주 볼 수 있다. 종교학자인 휴스턴 스미스는 영혼이 개인적 무의식의 영역을 빠져 나가 집단적 무의식에 이르러, 그 후에 트랜스 퍼스널 영역으로 나아감에 따라 일어나는 것은 아닌지 추측한다.

### 초심리학에서의 해석
임사 체험자는 ESP 등의 초능력에 의해 알 수 없는 정보를 지각했던 것이라는 초ESP 가설이 있다. 이 설은 혼이나 영이라는 개념을 이용하지 않고 임사 체험의 초상적 요소를 설명하려고 하는 것으로, 유체이탈 현상은 부정되게 된다. 주로 영혼설이나 사후 의식 존속설의 대립 가설로서 주창된다.

### 철학적인 해석
임사 체험의 진위를 판단하기 전에, '현실'이라는 개념이 철학적으로 봐 원래 자명의 것은 아니다. '객관적인 현실'이 있는 일을 전제로 임사 체험을 논해서는 안된다는 지적이 있다.

### 정신적·종교적인 해석
임사 체험자들의 상당수는 스스로의 체험을 '육체에서 영혼이 떨어져 사후의 세계를 엿보았다'고 생각한다. 연구자의 일부는 그 주장을 그대로 받아 들이고 있어 그 근거는 동서고금으로 나타나는 임사 체험(신비체험) 에 공통성을 볼 수 있는 점이다. 이러한 정신적인 언설에 대해서는 반증이 불가능하다는 결점이 있다.

#### 영혼·영체설
유체이탈 현상 등을 따르는 임사 체험을 가장 소박하게 설명하는 방법은 인체에서 어떠한 '실체'가 이탈한다는 설명이다. 마이클 세이봄은 유체이탈을 검증한 결과, 이러한 가설에 기울었다고 말한다.)
프로세스 지향 심리학의 창설자 아놀드 민델은 의식 불명하고 혼수 상태에 있는 사람들과의 워크의 결과에서, 인간은 복수의 비물질적인 신체를 가져, 육체가 죽어 가까워지는 것에 따라, 그것들이 활성화되어 오는 것은 아니냐는 가설을 주창한다. 어떤 연구자는 밤에 하늘이 어두워지면 별이 보이듯이 인간의 일상적인 지각 능력이 감퇴 한다고 보여 오는 현실이 있는 것은 아니냐고 이야기한다.
영적 전통에서는 인간은 육체 외에 제2, 제3의 신체(미세신체)를 가진다고 여겨져 '육체를 버리고 다른 신체로 이행한다'라고 체험자가 보고하는 것이 많은 임사 체험과의 관련성을 주목할 수 있다. 이러한 미세신체는 신지학에서는 '에테르체'나 '아스트랄체', 요가에서는 '프라나 마야코시야' '마노 마야코시야'라고 불린다.
다만, 유체이탈 후에는 아무 신체도 없고, 단지 '시점'만이 있었다고 말하는 체험자도 많다. 전통적인 심령주의 (spritualism)나 몇 개의 전통 종교에서는 육체에서 영혼이 분리하는 유체이탈에 의해 임사 체험이 일어난다는 설명이 이루어진다.

#### 사후세계설
휴스턴 스미스 등의 연구에 의하면, 종교·신비학에서의 전통적인 지견이 많게는 '아스트랄계(중간계)'에 대한 기술이 있다고 한다. 이 영역은 인간이 상상하는 물질이나 이매지널인 물건이 모두 포함되어 인간의 사고가 형태를 취하는 세계이라고 한다. 또 휴스턴 스미스는 '물질이라는 1개의 척도 밖에 필요로 하지 않는 과학의 방법론적인 전제가 현대에서는 '다른 현실은 존재하지 않는다'라는 존재론적인 결론에 소매치기 바뀌고 있다'라고도 지적했다.
엘리자베스 큐브라-로스는 사람들의 사고에 의해 모두가 창조되는 '초능력자·에너지 세계'가 존재하며, 그곳에서는 주관이 리얼리티가 되는 것은 아닌지 논평했다. 이러한 세계관은 로버트 먼로나 윌리엄 불맨(William Buhlman) 등등의 체외이탈자에 의해서도 말해지고 있다.
파리의 소르본누 대학에서 이란·이슬람 철학의 교수인 헨리 콜빈은 이러한 주관과 객관이 들어가 섞이는 비물질 영역의 특성을 '이매지널(상재적)'이라고 불렀다. 이 개념은 이슬람 신비주의에서 수입된 것으로 '상상력에 의해서 창출되는 것이지만, 존재론적으로 실재하는 세계'라는 의미를 가진다.
임사 체험으로 일어나는 현상은 전생요법의 피험자의 입에서 말해지기도 한다. 그러한 보고는 '중간세계'(중간영역)의 기억이라고 표기되기도 한다. 토론토 대학 의학부의 죠엘 호잇톤은 약 30명의 피험자를 모아 퇴행최면을 이용해 그들의 기억을 찾았다. 그 결과, 피험자는 '터널의 통과'나 '한 때의 사망자·가이드와의 만남', '빛 체험', '인생회고체험', '사고에 의해 창조되는 물체' 등, 임사 체험자가 말하는 세계관과 거의 동일한 내용을 말하기 시작했다. 같은 사례는 마이클 뉴턴에 의한 퇴행최면에서도 볼 수 있다.
이러한 설명은 실질적으로 사후의 세계설이기도 하다. 다만 임사 체험은 다 죽어가고 있는 사람 외에도 일어난다는 지적도 있다.

#### 전통종교와의 비교

##### 샤머니즘과의 관련
인류학자 난디스와라 테이로는 아보리니 문화의 '드림 타임(꿈시간)'이라는 개념이 임사 체험과 유사하다고 지적했다. 그것은 인간의 정신이 사후로 향해 가는 장소이며, 시간도 공간도 없고, 거기를 방문한 사람은 무한의 지식에 접할 수 있다고 한다.
독일의 민족심리학자 홀거 카르바이트에 의하면, 아보리니 뿐만 아니라, 온 세상의 샤먼의 문화의 대부분에 광대한 초차원영역의 묘사가 있다고 한다. 거기에는 인생의 회상, 가르쳐 이끄는 역할을 완수하는 교사적존재, 상념에 의해서 나타나는 물질, 아름다운 광경 등에 대한 언급이 있으며, 그러한 영역을 여행하는 능력이 샤먼이 되기 위한 필요조건이다. 시베리아의 야크트인, 남미의 그아지로 인디오, 즈르인, 케냐의 키크유족, 대한민국의 무당, 인도네시아의 메타와이섬에 사는 사람들, 순록 에스키모 등의 문화에는 생명을 위협하는 병으로 인해 쓰러져 사후의 세계를 방문한 후에 샤먼이 되었다는 사람들의 전언이 남아 있다고 여겨진다.

##### 대승불교와의 관련
대승불교와 임사 체험은 '죽음'과 '빛' 등의 이미지로 결합된다. 게곤의 사상에서는 비르샤나불로 불리는 빛의 불을 중심적인 존재로 둔다. 밀교에서는 대일여래로 여겨진다. 또 깨달음을 얻는 것을 '광명을 얻었다'라고 표현하기도 하며, 지혜나 자비의 상징으로서 명상자의 전신에서 광명을 발하는 장면을 그리기도 한다.
정토교에서는 아미타 여래의 광명에 비추어지는 극락 정토에 왕생하여 성불한다고 말한다. 평안 말기의 정토종 승려인 미나모토노 마코토의 왕생요집에는 임종 시에 눈부시게 빛나는 빛의 불 아미타 여래를 마음으로 빌면, 아미타 여래가 죽어 가는 사람을 마중 나온다고 기록되어 있다. 무량수경이나 아미타경에는 공간적으로 무한하고, 한없는 빛으로 비추어져 개인의 상념이 실현되는 세계로서 정토가 그려진다. 컬 벡카는 임사 체험으로 출현하는 터널은 정토의 '연꽃의 줄기'에 상당하는 것은 아니냐고 말한다.
중국정토교의 승려 선도는 죽어 가는 사람이 비전을 보면 그 모습을 받아쓰도록 다른 승려에게 지시했다. 이러한 지시는 적어도 일본의 가마쿠라 시대까지는 불교의 하나의 표본이었다. 실제로 이러한 시대의 임사 체험의 기술의 상당수는 정토 사상의 자료의 일부로서 보존된다.

##### 티베트 불교와의 관련
티베트 불교의 티베트의 사자의 서에는 인간의 죽음과 재생의 사이에 머무는 영적인 차원이 그려져 있다. '바르드 트두르'(중유·중음)로 불리는 세계에서 사망자는 우선 눈이 부실 정도의 광명을 만나며, 거기서 용기를 가지고 뛰어들면 해탈하게 된다. 바르드 트두르에서는 자기 자신의 의식의 투영이 여러 가지 신의 모습으로 나타난다고 한다.

## 임사 체험과 심뇌문제
뇌과학자인 모기 켄이치로는 임사 체험의 불가사의는 눈앞에 책상이 보이는 것과 같은 것이며, 심뇌 문제의 관점에서 파악해야 한다는 내용의 발언을 했다.
임사 체험의 연구 성과가 보급됨에 따라, 종래의 신경 과학 연구의 전제인 '마음·의식은 뇌가 낳는다'는 심뇌 일원론에 의문을 제기하는 목소리도 있다. 밴 론멜은 임사 체험을 연구한 결과, 의식은 본래는 시공을 넘은 장소에 있는 것은 아닐까 생각하게 되었으며, '뇌가 의식을 만들어 내는 것이 아니라 뇌에 의해 의식이 지각되는 것은 아닌가?'하고 말한다. 론멜은 의식과 뇌의 관계를 방송국과 TV의 관계에 비유했다. 또 케네스 링이나 에벤 아레그잔다는 뇌는 의식의 가공 처리 기관이다고 하는 설이나, 뇌의 기능은 본래의 의식의 기능을 제한해 선별하는 것이라는 설쪽으로 기울고 있다.
밝은 방에 들어가 전등의 스위치를 꺼도 실내가 아직 밝은 채라면, 광원은 전등 외에 있을 생각 않을 수 없다. 따라서 뇌파가 플랫한 상태로의 임사 체험의 예는 마음이나 의식이 뇌와는 독립에 존재한다는 사실을 시사한다, 라고 샘 파니아는 말한다. 이러한 신이원론이라고도 불리는 조류에 대해서, 아직 가설에 지나지 않는다는 지적도 있다.

## 기록의 역사
임사 체험을 기술한다고 생각되는 역사적인 문헌에 대해서는 '티베트의 사자의 서', 이집트의 '사자의 서', 플라톤의 '국가론', 베다 베네라빌리스의 '영국의 교회와 사람들의 역사' 등을 들 수 있다.
역사가인 필립 아리에스에 의하면, 서기 1000년 이전의 사람들은 죽음에 직면했을 때 신의 환상을 본 것이나 벌써 죽은 사람들과 만난 것을 통상적으로 말하고 있었다고 한다. 또 하버드에서 종교학의 강의를 맡는 캐롤 자레스키는 중세의 문헌은 임사 체험의 기록으로 넘치고 있다고 지적했다. 15세기의 네덜란드의 화가 히에로니무스 보스의 '천상계로의 상승'이라는 작품에는 천사를 따라가게 되면서 빛의 터널에 들어가는 사람들의 모습이 그려져 있다.
일본에서는 《일본영이기》, 《곤자쿠 이야기집》, 《우지슈이 이야기》, 《부상략기》, 《일본왕생극락기》 등 임사 체험을 빼닮은 기술이 있다. 야나기다 구니오의 '토오노지방의 민간 전승을 기록한'에는 임사 체험의 이야기가 풍부하게 포함되어 있다.

## 임사 체험을 다룬 작품
- 영화 '천국으로의 계단'(1946년)
- 영화 '브레인 스톰'(1983년)
- 영화 '유혹의 선'(1990년)
- 영화 '고스트'(1990년)
- 영화 '스트레인지 데이즈'(1995년)
- 영화 '기적의 빛'(1998년)
- 영화 '컬러풀'(2010년)
- 영화 '히어애프터'(2011년)
- 영화 '플랫라이너'(2017년)
- 소설 'BRAIN VALLEY'(1997년) - 저자: 세나 히데아키
- 소설 '항로'(2001년) - 저자: 코니 위리스
- 소설 '연기인가 흙이나 음식'(2001년) - 저자: 무죠왕타로
- 코믹스 '하나다 소년사'(1993년 - 1995년)
- 코믹스 '두 스피카'(2001년- 2009년)
- 코믹스 '시바 호랑이'(2006년 - 2009년)
- 텔레비전 드라마 'D×D'(1997년)
- 게임 '월희'(2000년)
- '탄바 테츠로의 대영계 죽으면 어떻게 되나'(1989년 탄바 기획, 쇼치쿠 후지) - 출연, 각본, 제작, 총감독: 탄바 테츠로
- 임사 체험기 '전생과 지구'타카기 요시유키 (1997년)
- 소설 '타나토노트' (2000년) - 저자: 베르나르 베르베르
- 드라마 'The OA'(2016)

## 유명한 임사 체험자
- 알프레드 에이야
- 에마누엘 스베덴보리
- 엘리자베스 큐브라-로스
- 오오니타 아츠시
- 카를 융
- 키우치 츠루히코
- 존 C. 릴리
- 스즈키 히데코
- 토요카와 에츠시
- 비토 타케시
- 호사카 나오키
- 마에다 타카아키
- 야마오리 테츠오

## 같이 보기
- 이신론
- 유체이탈
- 부활

## 참고 문헌
- 엘리자베스 큐브라-로스 '죽는 순간과 사후의 삶' 중앙공론 신사 (안공문고) ISBN 978-4122038431
- 엘리자베스 큐브라-로스 '죽는 순간-죽음과 그 과정에 대해' 중앙공론 신사(안공문고) ISBN 978-4122037663
- 타치바나 타카시 '임사 체험〈상·하〉' 문예춘추 (후미하루 문고) ISBN 978-4167330095 ISBN 978-4167330101
- 타치바나 타카시 '증언 임사 체험' 문예춘추(후미하루 문고) ISBN 978-4167330118
- 샘 파니어 '과학은 임사 체험을 어디까지 설명할 수 있을까' 산코샤 ISBN 978-4879191632 ! - -저자: 샘 파니아, (뜻)이유: 오자와 모토히코--
- 케네스 링 '임종의 가장자리에 보는 사후의 세계' 코단샤, 1981, ISBN 4061133152
- 케네스 링 '오메가 프로젝트' 춘추사
- 레이몬드 무디 '엿본 사후의 세계', '속이나 지금 본 사후의 세계' 평론사,
- 레이몬드 무디 '빛의 저 멀리'TBS Britannica, 1990, ISBN 448490103 X
- 레이몬드 무디 '임사공유체험' 히카루 랜드, ISBN 4864710155
- 카리스 오시스 '사람은 죽을 때 무엇을 보는가-임사 체험 1000명의 증언' 일본 쿄우분사, 1991, ISBN 4531080688
- 마이클 B. 세이봄 '그 세상에서의 귀환' '속·그 세상에서의 귀환' 일본 쿄우분사,
- 마이클 탈보트 '홀로그래픽 유니버스'춘추사, 1994, ISBN 4393322053
- 이시이 노보루 '임사 체험 연구 독본 뇌내환각설을 철저 검증' 알파 폴리스, 2002, ISBN 4434025414
- 컬 벡카 '죽음의 체험임사현상의 연구' 법장관
- 브루스 그레이슨 '임사(니어 데스)체험 삶과 죽음의 경계에서 사람은 무엇을 보는가' 춘추사
- 수잔 블랙모어 '삶과 죽음의 경계 임사 체험을 과학한다' 요미우리 신문사
- 케빈 넬슨 '죽음과 신비와 꿈의 보더 랜드: 죽을 때, 뇌는 무엇을 느낄까' 인터 시프트
- Peter Fenwick 'The Truth in the Light: An Investigation of over 300 Near-death Experiences'Berkley Trade
- Birk Engmann, Near-Death Experiences. Heavenly Insight or Human Illusion? Springer International Publishing, 2014 ISBN 978-3-319-03727-1